# Rådhustorget, Skanör

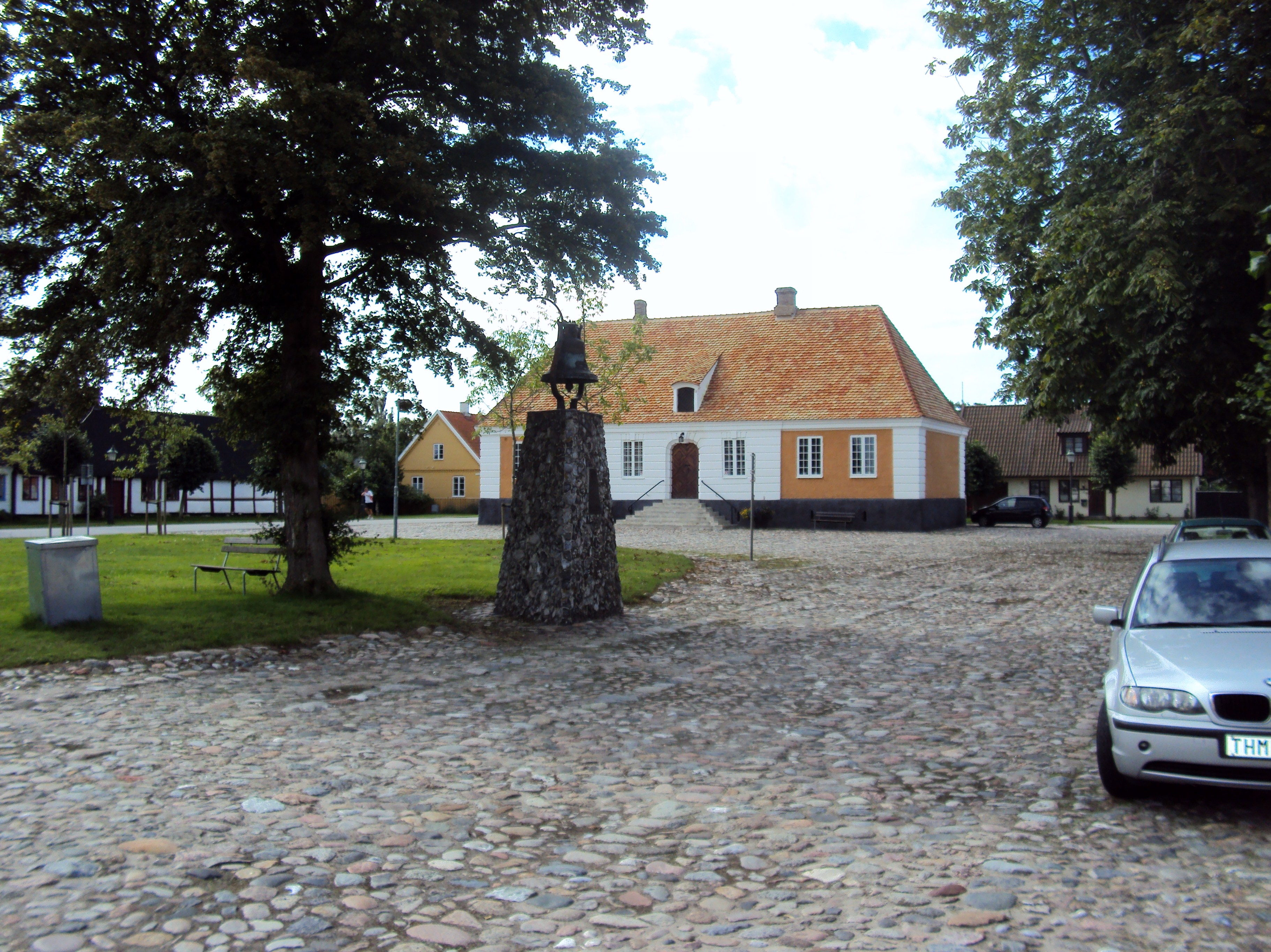
Rådhustorget i augusti 2010.

Rådhustorget i Skanör ligger mellan Sankt Olofs kyrka och stadens gamla rådhus. Ett torg i Skanör omtalas redan 1215 då ärkebiskopen i Lund förbjöd försäljning av falska reliker på detta torg och vid den här befintliga, årliga fiskmarknaden. Var det äldsta torget legat nämnes dock inte. De medeltida städerna hade alltid ett eller flera torg för handel mellan borgare, bönder och utifrån kommande köpmän. Här var köpmännen bl.a. garanterade "torgfred" och att stadens lagar gav skydd. De stora medeltida fiskemarknaderna i Skanör varje år gav denna stad en särprägel. Då utvidgades nämligen handeln till ett stort område över hela näset.
Arkeologiska utgrävningar har visat att det i början av 1300-talet växte upp en fastare stadsbebyggelse strax söder om S:t Olofs kyrka. Samtidigt verkar det nuvarande torget ha lagts ut. Den äldsta kartan som visar Stora torget är först från 1650-talet. Då fanns ytterligare ett torg längre söderut i staden. Under den mäktige borgmästaren Leonard de la Rose uppfördes invid torget det nuvarande rådhuset och i nordvästra hörnet ett garnisonshus. Garnisonshuset, som hyste 12 soldater och några officerare, blev senare skolhus.
Borgmästare påbjöd 1764 borgarna i Skanör att gatorna skulle vara iståndsatta inom ett år. Arbetet med stenläggningen tog dock långt tid. Först 1777 började stensättningen av torget norr om det nybyggda rådhuset. Stenarna lades i långsmala rutor där större stenar, de s.k. borgmästarestenarna, utgjorde gräns för de områden som var och en husägare var skyldiga att rengöra en gång om året. Planteringen mitt på torget har anor från 1876 då man flyttade den offentliga torgbrunnen för att kunna höja "torgets försköning genom plantering". I många resebeskrivningar från Skanör långt fram i tiden möter man besväret med flygsanden på platsen. 1864 besökte till exempel den danske författaren Erik Bøgh Skanörs torg och skrev följande:
| ” | Jag såg mig med ökat intresse omkring. I detsamma upphörde stenläggningen och vi kom in på en med flygsand betäckt plats, omgiven av pilträd och små halmtäckta hus. Hjulen sjönk djupt ned i flygsanden. Här är stadens torg. | „ |